# Cystyna
Cystyna – aminokwas powstały w wyniku połączenia dwóch cząsteczek cysteiny poprzez mostek dwusiarczkowy (jest to więc dimer).
Cystyna uczestniczy w tworzeniu mostków dwusiarczkowych w białkach. Wraz z wiązaniami wodorowymi, siłami van der Waalsa stabilizuje trzeciorzędową strukturę białka.
Cystyna ulega katabolizmowi wraz z cysteiną. Przekształcanie cystyny do cysteiny katalizuje reduktaza cystynowa.